# Linjiang
Linjiang (临江市S, LínjiāngP) è una città-contea della Cina, situata nella provincia di Jilin e amministrata dalla prefettura di Baishan.